# Schuʿaitat
Die Schuʿaitat (arabisch الشعيطات, DMG aš-Šuʿayṭāt) sind ein im Osten Syriens in der Provinz Deir ez-Zor siedelnder arabischer Stamm (عشيرة, DMG ʿasīra). Die Schuʿaitat sind sunnitische Muslime.
Der Name wird auch oft Schaitat, englisch Shaitat, seltener Shaytat oder ähnlich geschrieben. Der Vokal zwischen sch und dem Laut ʿAin wird im dialektalen Arabisch nicht gesprochen, so dass unter Auslassung des ʿAins bei der Transkription die genannte Schreibung entsteht.
Durch den Widerstand der Kämpfer des Stammes nach dem Vormarsch des Islamischen Staats im Jahre 2014 erlangte der Schuʿaitat-Stamm auch Beachtung in den westlichen Medien. Er konnte eine Zeit lang mehrere Dörfer vor der Eroberung durch den Islamischen Staat schützen, im August 2014 jedoch der Übermacht des Islamischen Staates nicht mehr standhalten.
Nach der Eroberung des Stammesgebiets kam es zu einem Massaker an den Schuʿaitat, bei dem der Islamische Staat etwa 700 Menschen, überwiegend erwachsene Männer, tötete und so den Stamm fast auslöschte. Im Dezember 2014 wurde ein Massengrab mit etwa 230 weiteren Toten entdeckt.